# Motofalciatrice

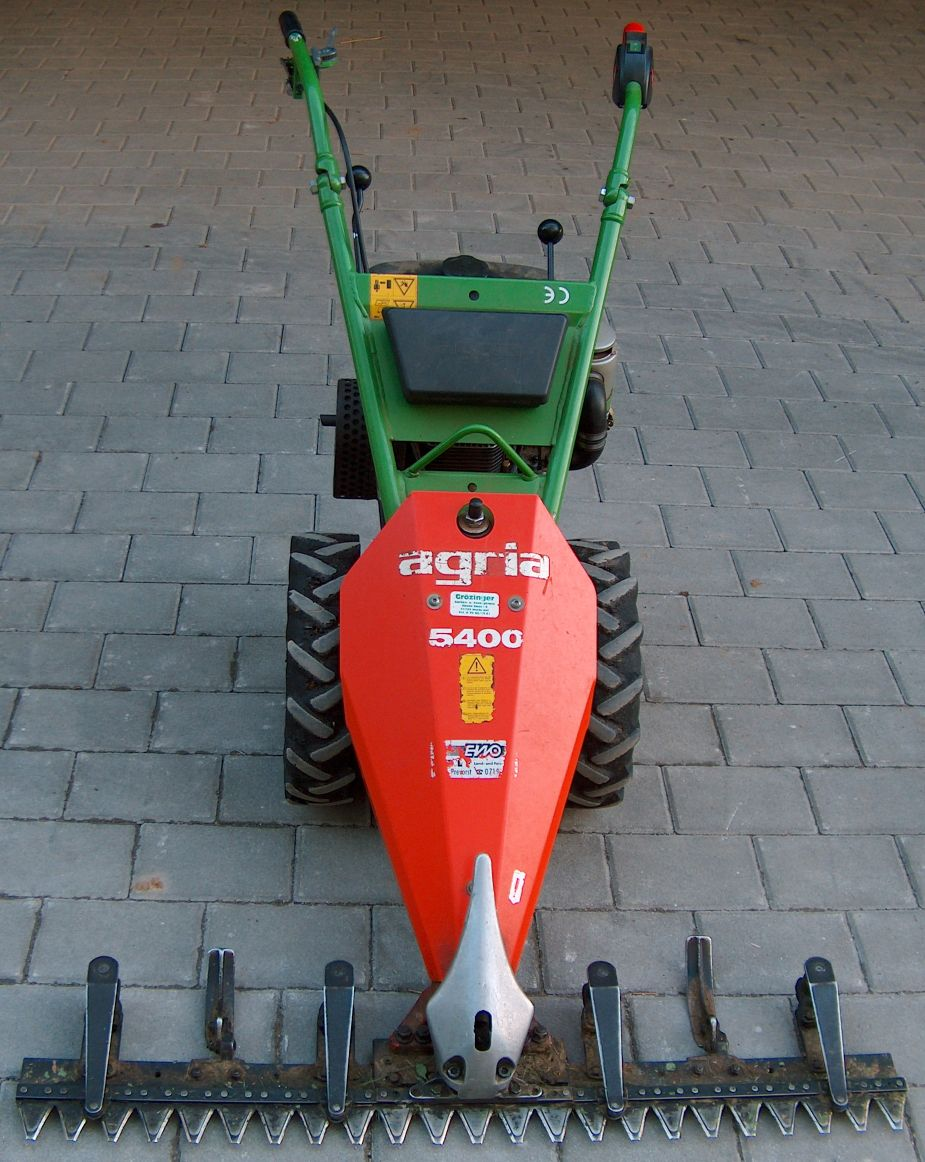
Una motofalciatrice.

La motofalciatrice (o motofalce) è una macchina operatrice semovente usata per lo sfalcio dell'erba e dei foraggi, effettuato con il taglio degli steli alla base. La massa verde sfalciata viene in genere lasciata (per mezzo di un apposito dispositivo), per poi trasformarsi in cumuli lunghi detti "andane".

## Storia
In Italia la prima falciatrice a motore venne presentata nel 1946, subito dopo la fine della Seconda Guerra Mondiale, con la diffusione della meccanizzazione agraria. Tale modello, contraddistinto con la sigla 242, aveva ruote metalliche prive di pneumatico e una larghezza di taglio di poco più di un metro. Un esemplare della motofalciatrice 242 è esposto al Museo della Scienza e della Tecnica di Milano. La motofalciatrice 242 fu costruita ad Abbiategrasso (MI), negli stabilimenti dell'azienda che dalle iniziali dei cognomi dei tre soci fondatori, Bonetti, Castoldi e Speroni, prese il nome di BCS.
Alla 242 seguirono la 246 e quindi la 256, il primo modello con ruote gommate. Negli anni Sessanta fece la sua comparsa la prima serie della motofalciatrice 622, che sarebbe stata destinata a diventare la motofalciatrice per antonomasia. Il successo di questo modello fu infatti tale da consentirgli di varcare le porte dell'Italia e di diffondersi anche in Spagna, Portogallo e Stati Uniti, dove l'azienda possiede delle succursali.
Il successo della motofalciatrice 622 era dovuto a diversi fattori. Oltre alla leggerezza e alla maneggevolezza, che ne rendevano possibile l'impiego anche su terreni accidentati, la 622 disponeva la possibilità di montare alcuni importanti accessori: il legatore, il carrello, la mola affilalame.
Il legatore era sostanzialmente un adattamento al telaio della 622 di una mietilegatrice brevettata, derivata dalla storica mietilegatrice tipo Mc Cormick, con la differenza che il covone, anziché lateralmente, veniva scaricato al centro, tra le ruote. Ciò rendeva necessario il sollevamento dell'asse delle ruote, che si trovavano così ad essere collegate da un ponte rialzato, da cui il nome di "motofalciatrice a ponte" dato alla 622 e ai modelli, anche prodotti da altre aziende, ad essa ispirati. Per lo stesso motivo si spiega il decentramento della guida: se gli organi per il comando fossero stati posti al centro, l'operatore avrebbe calpestato il covone appena legato. Il carrello, cui era fissato un sedile in lamiera per l'operatore, serviva invece a rendere più agevole il lavoro in pianura. Esistevano due diverse versioni del carrello: bitubo per lo sfalcio dell'erba e monotubo per la mietitura di cereali: in quest'ultimo caso, si poteva comandare la direzione della macchina servendosi dei soli piedi, agendo direttamente sul ruotino posteriore.
La comparsa della 622 (tuttora prodotta con pochissime modifiche) diede luogo a moltissime "imitazioni", che spesso portarono a macchine sostanzialmente identiche, come nel caso della Bedogni Olympia a tre ruote, oppure leggermente differenti, come nel caso della Bertolini che produsse una motofalciatrice a ponte che tuttavia si distingueva per il diverso posizionamento della barra falciante, il telaio più rigido e il posto di guida situato sul lato sinistro della macchina anziché sul destro.
Macchine sostanzialmente analoghe furono in seguito prodotte anche da altri marchi, tra cui Agostini Meccanica, Goldoni, Laverda e SEP. Su tutti era possibile montare il legatore, sostanzialmente analogo a quello in dotazione alla BCS 622.
I motori erano inizialmente a petrolio con avviamento a manovella, mentre nelle versioni più recenti i motori possono essere alimentati a gasolio a ciclo Diesel, oppure a benzina a ciclo Otto (più raramente a due tempi).
Sia la BCS che altre aziende (tra cui Bertolini e Bedogni Olympia) produssero anche modelli a 4 ruote con volante, che tuttavia ebbero scarso successo a causa della maggiore quantità di spazio che la manovra di un mezzo del genere richiedeva.
Negli anni Settanta comparvero invece i primi modelli di motofalciatrice a carreggiata ristretta, con trasmissione della barra centrale posta al centro della barra stessa anziché a un lato e una larghezza di taglio di 70–80 cm, adatte per lavorazioni su pendii particolarmente scoscesi o appezzamenti di ridottissime dimensioni.
Con il passare del tempo, il progresso nel campo delle tecnologie agrarie ha permesso l'evoluzione di falciatrici portate che avevano la stessa efficacia e maneggevolezza delle motofalciatrici a ponte, ragion per cui queste ultime sono state progressivamente abbandonate e oggi nessuna società tranne il Gruppo BCS le produce. Grande diffusione hanno avuto invece le motofalciatrici da montagna, che vengono tuttora prodotte in centinaia di modelli per operare laddove i trattori non possono arrivare.
Una variante della motofalciatrice è costituita dalla falciacondizionatrice di foraggio a rulli, avente la funzione di schiacciare il foraggio appena tagliato per permetterne l'essiccazione più rapida. In Italia la falciacondizionatrice si diffuse dopo il 1980 in seguito agli sforzi evolutivi da parte del progettista Nino Reggiani.